# エレバン音楽院
エレバン音楽院（エレバンおんがくいん、英語: Komitas State Conservatory of Yerevan、公用語表記: Կոմիտասի անվան Երեվանի Պետական Երաժշտական Կոնսերվատորի）は、アルメニアエレバンに本部を置くアルメニアの音楽大学。1921年創立、1923年大学設置。

## 沿革
1921年に音楽スタジオとして設立され、2年後に高等音楽教育機関として改組された。